# Френк О'Гара
Френк О'Гара (англ. Frank O'Hara; нар. 27 березня 1926, Балтимор — пом. 25 липня 1966, Нью-Йорк) — американський поет і арт-критик, один з найколоритніших суб'єктів нью-йоркської літературно-мистецької сцени 1950—1960-х років, засновник так званої Нью-Йоркської школи поетів, дослідник і активний промоутер нового американського образотворчого мистецтва, куратор Музею сучасного мистецтва в Нью-Йорку.

## Біографія
Френк О'Гара народився у сім'ї ірландських католиків у Балтиморі. Зростав у Ґрафтоні, Массачусетс. Служив гідроакустиком на есмінці у південній частині Тихого океану і Японії під час Другої світової війни. Навчався у Гарвардському університеті, де познайомився з Джоном Ешбері. Сформувався під сильним впливом образотворчого мистецтва та сучасної музики, яка була його першим коханням (О'Гара був чудовим піаністом і часто шокував своїх нових друзів, починаючи раптово грати, наприклад, Рахманінова). Його улюбленими поетами були Артюр Рембо, Стефан Малларме, Борис Пастернак і Володимир Маяковський.
Френк О'Гара був надзвичайно комунікабельною і пристрасною людиною, мав сотні друзів і прихильників як зі світу поезії, так і зі світу образотворчого мистецтва.
Уранці 24 липня 1966 року на острові Файр-Айленд Френка О'Гару збив пляжний джип. Він помер наступного дня у лікарні.

## Творчість
Френк О'Гара публікував свої вірші в аванґардних журналах і скромних видавництвах дуже малими тиражами, тож був практично невідомим поетом поза вузьким колом письменників і художників. Широкої популярності набув тільки незадовго до своєї смерті.
Не надаючи своїй поезії великого значення, вірші, присвячені практично повністю автобіографічній темі, поспішно записував на випадкових аркушах, паперових обривках, серветках та іншому. Свою поетичну творчість розцінював як дуже легковажне заняття, і його вірші збереглися багато в чому завдяки далекоглядності його друзів.
Авторський стиль Френка О'Гари, ним самим містифікаторсько окреслений як «персонізм», виявився надзвичайно плідним для подальшого розвитку не тільки американської, а й світової поезії, вкотре порушивши кордони між суто «поетичним» і суто «непоетичним» мовленням.